# (20139) Marianeschi
(20139) Marianeschi est un astéroïde de la ceinture principale.

## Description
(20139) Marianeschi est un astéroïde de la ceinture principale. Il fut découvert le 19 août 1996 à Stroncone par Antonio Vagnozzi. Il présente une orbite caractérisée par un demi-grand axe de 2,32 UA, une excentricité de 0,26 et une inclinaison de 22,5° par rapport à l'écliptique.